# Rick Robey
Pour les articles homonymes, voir Robey.
Frederick « Rick » Robert Robey, né le 30 janvier 1956 à Coral Gables, est un ancien joueur américain de basket-ball player. Il jouait comme pivot et ailier fort.

## Carrière
Robey joue pour l'équipe de basket-ball de la Brother Martin High School à La Nouvelle-Orléans ; il est élu Mr. Basketball de l'État de Louisiane en 1974. Il entre la même année à l'Université du Kentucky, où il joue pour les Wildcats du Kentucky et remporte le titre universitaire NCAA en 1978, après en avoir été finaliste en 1975. Pour clore cette année universitaire, il est élu en compagnie de son coéquipier Jack Givens dans l'équipe-type du Final Four. Son numéro 53 a été depuis retiré par Kentucky.
Il remporte également les Jeux panaméricains de 1975 avec l'équipe des États-Unis.
Robey est choisi en troisième position de la Draft 1978 de la NBA par les Indiana Pacers. Il joue également pour les Boston Celtics avec qui il devient champion NBA 1981. Il termine sa carrière de joueur avec les Phoenix Suns en 1986.

## Palmarès

### Palmarès international
- Médaillé d'or aux jeux panaméricains à Mexico avec la sélection américaine en 1975[1].

### Palmarès universitaire
- Champion NCAA en 1978 avec les Wildcats du Kentucky
- Nommé en 1978 dans la NCAA College Basketball AP All-America 3rd Team[5]

### Palmarès NBA
- Champion NBA en 1981 avec les Celtics de Boston.